# A型肝炎疫苗
A型肝炎疫苗是用於預防A型肝炎的疫苗。對95%的人都會有效，且能持續至少15年以上的效期，很多人甚至能持續一生。幼兒應接種2劑，於出生滿12-15個月接種第 1 劑，間隔6個月以上接種第2劑。一般經由肌肉注射。
世界衛生組織建議中度流行A型肝炎的區域，都應例行性接種此疫苗。但若在A型肝炎高度流行的疫區，民眾大多在幼年即已獲得免疫力者，則不建議例行施打。美國疾病管制局建議所有幼童和有高風險感染的成人都應施打疫苗。
A肝疫苗很少引發嚴重的副作用。15%的孩童和接近50%的成人，注射疫苗處會感到疼痛。大多數的A肝疫苗為死菌疫苗，少數疫苗為減毒疫苗。孕婦或免疫力缺失的患者，並不建議使用減毒疫苗。某些劑型會將A型肝炎和B型肝炎或傷寒疫苗混合。
1991年，首款由葛兰素史克研发的肝炎灭活疫苗Havrix经审批上市，在歐洲被核准使用。1995年，莫里斯·希勒曼团队（美国默克药厂）研发的甲肝灭活疫苗Vaqta也被核准使用。A型肝炎疫苗在世界衛生組織的必須藥物清單上，建議所有公衛系統都應該要備齊。在美國，一劑疫苗大約是50到100美金左右。